# Colegio San Miguel de Piura
El Colegio San Miguel de Piura es la institución educativa más antigua de la ciudad de Piura. Fue fundado el 29 de septiembre de 1835 por la Congregación de Hermanos Franciscanos. En la actualidad imparte educación en los niveles primaria y secundaria en tres turnos. Está ubicado en el centro de la ciudad, en el barrio de Buenos Aires.

## Historia
San Miguel es una reliquia para Piura, figura entre los colegios más antiguos del Perú y su existencia data de 1835. Conoce de todo, de épocas brillantes y de tiempos azarosos.
El colegio fue fundado el 29 de septiembre de 1835, siendo su primer director José de Lama, un adinerado personaje piurano, quien también fue alcalde de la ciudad. 
Comenzó a funcionar en un inmueble construido a fines del siglo XVIII, vuelto a levantar después del terremoto de 1912. Aquí el colegio funcionó hasta 1953, año en que el local comenzó a ser utilizado para albergar al colegio “Nuestra Señora de Fátima”. Esta casona cobijó después al Centro Cultural del antiguo Instituto Nacional de Cultura.
Debido a la época muy convulsionada, de crisis y desorden en el país, hubo un cierre obligado del colegio, hasta que se reaperturó en 1845. Según el historiador Jorge Basadre, desde 1845 hasta 1851, los principales planteles del país disfrutaron de “una época de renacimiento y progreso” y entre ellos menciona al de Piura, llamado a partir de 1856 “Colegio de Ciencias de San Miguel de Piura”.
La guerra con Chile impuso nuevamente otra prolongada suspensión de clases que duró desde 1881 hasta 1886. Los chilenos posesionados de la ciudad, destruyeron el gabinete de Física y Laboratorio de Química del colegio. En un país en ruinas, en Piura, Emilio Espinosa tomó la iniciativa de reabrir por su cuenta las puertas del Colegio y dirigió el plantel hasta 1895.
Citando de nuevo a Jorge Basadre, en su libro Historia de la República del Perú, habla sobre los impuestos creados por el Estado peruano, uno en 1873 y el otro en 1897; en el primero se reglamentaba que por cada cierto porcentaje de paja toquilla vendida, se debía pagar un impuesto, lo mismo con la segunda ley, que hablaba de un pago por la cantidad de chicha consumida en la ciudad. En 1903 se dictó otra ley, reemplazando la ley de 1873, que ordenaba el pago de cuarenta centavos sobre cada docena de sombreros manufacturados en Piura y que fuesen enviados al extranjero por el Puerto de Paita. Fue una manera de asistir económicamente a este plantel, ya que los colegios se manejaban con presupuestos muy limitados. También se debe resaltar que la educación en aquellos tiempos no era gratuita, ya que cada alumno pagaba, además de su matrícula, una pensión y los exámenes.
En 1912, Piura fue azotada por un fuerte terremoto y el colegio quedó completamente destruido. Pero siguió funcionando en otra parte, según documentos, en el Jirón Libertad, en el Centro Histórico de la ciudad. En 1915, según lo escrito por Basadre, se colocó la primera piedra para reconstruir el local, y en 1919 se inauguró la primera planta.
El colegio funcionó en dicho local hasta 1953, ya que en octubre de ese año se trasladó a su nuevo local, que es el que actualmente ocupa. Este nuevo local fue parte de un proyecto nacional emprendido por el entonces presidente del Perú Manuel A. Odría, denominando a estos nuevos Colegios “Grandes Unidades Escolares”.

## Himno del Colegio
El Himno de este Colegio, es ya parte de la tradición oral piurana. Fue creado a mitad de Siglo por dos profesores del mismo plantel: El Compositor de la Letra fue Francisco Xandoval y el creador de la música fue Wilfredo Obando, quien a la vez fue Director de la Orquesta Sinfónica Municipal de Piura en la década del 50 a la vez que fue Profesor de Música en otros planteles.
El Himno Consta de un Coro y Tres estrofas y tiene una duración aproximada de 03:30 minutos.

## Sanmiguelinos ilustres
- Luis Miguel Sánchez Cerro (1889-1933), militar y político, ocupó la presidencia del Perú desde 1930 hasta su muerte.
- Óscar Coello (n. 1947), poeta, catedrático y crítico literario peruano
- Juan Velasco Alvarado (1910-1977), militar y político, ocupó la presidencia del Perú desde 1968 a 1975.
- Mario Vargas Llosa (1936-2025), escritor y político, Premio Nobel de Literatura en 2010.
- Javier Silva Ruete (1935-2012), abogado, economista y político, ocupó el Ministerio de Economía y Finanzas en tres gobiernos distintos.
- Miguel Maticorena (1926-2014), historiador.
- Francisco Xandóval (1902-1960), músico.
- Miguel Ciccia Vásquez (1946-2006), empresario, compositor y político, elegido congresista.
- Luis Antonio Eguiguren (1887-1967), educador, magistrado, historiador y político peruano.
- Félix Suárez, jugador profesional.
- Fidel Suárez (n. 1962), jugador profesional.
- Arturo Woodman, científico y presidente del Instituto Peruano de Deporte.
- Benjamín Huamán de los Heros (1878-1936) abogado, magistrado y político. Ministro de Estado del Oncenio de Leguía y diputado constituyente.
- Luis Carnero Checa (1918-1983), periodista y poeta.
- Federico Bolognesi Bolognesi, empresario y político. Segundo vicepresidente del Perú en el Ochenio de Odría.